# Eduardo Abraham Gattás
Eduardo Abraham Gattás Báez (Ciudad Victoria, Tamaulipas; 23 de julio de 1967), también conocido como Lalo Gattás, es un político y empresario mexicano, miembro del partido Movimiento Regeneración Nacional (MORENA). Desde el 1 de octubre de 2021, se desempeña como presidente municipal de Ciudad Victoria, capital del estado de Tamaulipas.
Gattás fue suplente del diputado del XV Distrito Electoral en el Congreso del Estado de Tamaulipas durante el período 2014-2016, aunque no llegó a ejercer el cargo debido a una licencia del titular. Fue candidato de MORENA a la presidencia municipal de Victoria en las elecciones estatales de Tamaulipas de 2018, 2021 y 2024, resultando ganador en las dos últimas. Su victoria en las elecciones de 2024 lo convirtió en el primer alcalde reelecto en Ciudad Victoria tras la reforma político-electoral de 2014.

## Biografía
Gattás nació en Ciudad Victoria en 1967, en el Hospital Civil de Victoria. Cursó una carrera en Derecho en la Universidad Autónoma de Tamaulipas.

## Carrera política
En 1991, Gattás ingresó a las filas del Partido Revolucionario Institucional, ocupando diversos cargos dentro del partido en la década de 1990.
En 1994, obtuvo su primer cargo como Secretario de Organización del Comité Directivo Municipal de la Organización "México Nuevo", organización adherida al PRI, cargo que ostentaría entre 1994 y 1995, posteriormente postulándose como presidente de dicha organización, cargo que ocuparía entre 1995 y 1997, y finalmente entre 1997 y 1999; para posteriormente ocupar la vicepresidencia de la organización entre 1999 y 2000.
Para 1999 tomaría protesta como regidor del municipio de Victoria para el período 1999-2001, y para el año siguiente, ocuparía el cargo de Secretario General del Movimiento Territorial en el estado de Tamaulipas hasta 2003.
En 2004 ocuparía el cargo de Coordinador Territorial en las elecciones estatales de Tamaulipas de 2004 en el municipio de Altamira, y en 2006 ocuparía el cargo de representante de Roberto Madrazo en la elección interna a la presidencia de la República en el Distrito electoral federal 6, en el Distrito electoral federal 7 y en el Distrito electoral federal 8 de Tamaulipas.
Entre 2006 y 2011, ocuparía el cargo de Subsecretario de Organización del Comité Directivo Estatal. En 2014, ocuparía el cargo de suplente de Diputado (sin entrar en funciones como tal, a consecuencia de una licencia del titular) según el principio de mayoría relativa del Congreso del Estado de Tamaulipas, en representación del XV Distrito Electoral.

#### Elecciones estatales de Tamaulipas de 2016
Durante las elecciones estatales de Tamaulipas de 2016, Gattás presentó su candidatura a la diputación local por el distrito XV por el Partido Revolucionario Institucional. En noviembre de ese mismo año llevó una carta de renuncia a la Sede Estatal y al Comité Ejecutivo Nacional del PRI, oficializando su afiliación a Morena.

#### Elecciones estatales de Tamaulipas de 2018
En las elecciones estatales de Tamaulipas de 2018, presentó su candidatura a la presidencia municipal de Victoria por la coalición Juntos Haremos Historia, formada por Morena, el Partido del Trabajo y el Partido Encuentro Social.

#### Elecciones estatales de Tamaulipas de 2021
El 3 de febrero de 2021, formalizó su registro como aspirante a precandidato de Morena a la presidencia municipal de Victoria,En abril del mismo año, obtuvo la candidatura oficial por la coalición "Juntos Haremos Historia en Tamaulipas", conformada por Morena y el Partido del Trabajo, para las elecciones estatales de Tamaulipas de 2021.
Después de las elecciones del 6 de junio, y una vez completados los cómputos, el 10 de junio de 2021, el Instituto Electoral de Tamaulipas (IETAM) y el Consejo Municipal Electoral otorgaron la constancia que acreditó a Gattás como presidente municipal electo del municipio de Victoria para el periodo 2021-2024, que comenzó el 1 de octubre de 2021. Consiguió 55,360 votos, lo que representó el 36.88% del total de votos emitidos.

## Presidente Municipal de Victoria

### Primer periodo (2021 - actualmente)
El 30 de octubre de 2021, Eduardo Abraham Gattás Báez rindió protesta como alcalde. En dicho acto, estuvo presente el secretario de Desarrollo Económico, Carlos Solís, en representación del gobernador de Tamaulipas, Francisco García Cabeza de Vaca.
La noche del 15 de septiembre de 2022, en la capital del estado de Tamaulipas, Ciudad Victoria, se llevaron a cabo dos ceremonias del Grito de Independencia por separado, debido a diferencias partidistas entre el gobierno estatal y el gobierno municipal. La primera ceremonia fue encabezada por el presidente municipal Eduardo Gattás, miembro del partido Movimiento Regeneración Nacional (MORENA), y contó con la presencia del gobernador electo Américo Villarreal Anaya. Este evento se realizó a las 20:00 horas en la presidencia municipal.
Por otro lado, el gobernador en funciones, Francisco García Cabeza de Vaca, del Partido Acción Nacional (PAN), presidió la tradicional ceremonia organizada por el Gobierno del Estado frente a la escalinata principal del palacio de gobierno en la plaza Juárez. Este evento se llevó a cabo a las 23:00 horas. La celebración de dos Gritos de Independencia en Ciudad Victoria no ocurría desde hace 28 años, cuando en 1994 el entonces gobernador priísta Manuel Cavazos Lerma y el alcalde panista Gustavo Cárdenas Gutiérrez protagonizaron una situación similar.
Tras las elecciones de 2022, y la llegada del gobernador Américo Villareal Anaya, de Morena, se establecieron colaboraciones con el gobierno del estado para impulsar dos proyectos estratégicos: la aprobación del Fondo de Capitalidad, que se encontraba vetado, y la promoción de la construcción de la segunda línea del acueducto para la ciudad. Estos proyectos buscaban abordar los problemas de abasto de agua y mejorar la infraestructura local. Además, se trabajó en la inauguración de diversas obras en la capital, con la presencia del gobernador electo.
En 2022, Ciudad Victoria se ubicó en el sexto lugar entre 20 municipios de 250 mil a 500 mil habitantes, según el Instituto Mexicano para la Competitividad (IMCO), debido a mejoras en infraestructura, calidad de vida, medio ambiente y gobernanza. En el mismo año, el Índice de Competitividad Urbana (ICU) destacó que la ciudad escaló 11 posiciones, convirtiéndose en una de las capitales más atractivas para el empleo a nivel nacional. A pesar de esto, Ciudad Victoria aún tenía áreas de oportunidad identificadas por el ICU.
En 2023, el ICU indicó un crecimiento en la competitividad de Ciudad Victoria a nivel nacional, siendo el único municipio de Tamaulipas con mayor crecimiento en su categoría. La ciudad se posicionó en sexto lugar en el índice general por tamaño de ciudad y nivel de competitividad, destacando en infraestructura, sociedad, medio ambiente e innovación.
Durante el tercer trimestre de 2023, Ciudad Victoria experimentó una disminución significativa en la percepción de inseguridad, según la Encuesta Nacional de Seguridad Pública Urbana (ENSU). Ciudad Victoria, en particular, redujo su porcentaje de percepción de inseguridad del 54.9% al 43.3%. Sin embargo, para el primer trimestre de 2024, la percepción de inseguridad aumentó en Ciudad Victoria, desplazándola al segundo lugar con la percepción más alta de inseguridad en Tamaulipas, solo detrás de Reynosa. En comparación con el trimestre anterior, el porcentaje de ciudadanos victorenses que se sienten inseguros aumentó de 46.6% a 50.1%, reflejando un cambio en la percepción de seguridad en la ciudad.
En abril de 2024, el Gobierno Municipal de Victoria mantuvo un programa de subsidios para la adquisición de tinacos y bombas presurizadas, ofreciendo un descuento del 35%. La Secretaría de Bienestar Social Municipa